# Maître FIDE de résolution de problèmes d'échecs
Pour les articles homonymes, voir maître FIDE.
Pour devenir maître FIDE de résolution de problèmes d'échecs, il faut obtenir deux normes de maître FIDE et atteindre un classement de solutionniste d'un minimum de 2400 points.
Les maîtres FIDE de résolution de pays francophones sont :
- Joseh Kupper (depuis 2007) - Suisse
- Abdelaziz Onkoud (depuis 2015)

## Voir également
- grand maître international de résolution de problèmes d'échecs
- maître international de résolution de problèmes d'échecs